# Уриге, Бута
Бута Уриге — норвежский бегун на длинные дистанции эфиопского происхождения. На олимпийских играх 2012 года занял 36-е место в марафоне с результатом 2:17.58. На чемпионате мира 2011 года занял 32-е место на марафонской дистанции. 
На Гамбургском марафоне 2010 года занял 2-е место с личным рекордом — 2:09.27.
Личный рекорд в полумарафоне — 1:01.48.